# Myrsine nummularia
Myrsine nummularia är en viveväxtart som beskrevs av Joseph Dalton Hooker. Myrsine nummularia ingår i släktet Myrsine och familjen viveväxter. Inga underarter finns listade i Catalogue of Life.